# Nic do stracenia (powieść)
Nic do stracenia (ang. Nothing to Lose) – dwunasta powieść cyklu z Jackiem Reacherem, brytyjskiego pisarza Lee Childa, wydana w 2008 roku w Stanach Zjednoczonych. Pierwsze polskie wydanie ukazało się nakładem wydawnictwa Albatros w styczniu 2009 roku.

## Zarys fabuły
Jack Reacher postanawia przemierzyć całe Stany Zjednoczone na ukos, ruszając ze stanu Maine, a kończąc w Kalifornii. W czasie swojej wyprawy trafia do Nadziei, a następnie do Rozpaczy, niewielkich, sąsiadujących ze sobą miejscowości w Kolorado. Ulice i budynki w Rozpaczy znajdują się w znacznie gorszym stanie. Reacher zamierzał tylko napić się kawy w miejscowej knajpie, lecz nikt go nie obsługuje, a klienci patrzą na niego, jak na intruza. Po chwili na miejsce przybywają tamtejsi policjanci, przez których zostaje aresztowany, zawieziony na posterunek, a następnie wydalony z miasteczka z ostrzeżeniem, aby więcej tam nie wracać. Zaraz za granicami administracyjnymi na Reachera czeka policjantka z Nadziei, Vaughan.
Vaughan informuje głównego bohatera o sytuacji w Rozpaczy. To miejscowość zarządzana i całkowicie należąca do jednej osoby, Thurmana. Jest on właścicielem ogromnego zakładu zajmującego się recyklingiem złomu, zatrudniającym wszystkich mieszkańców oraz przełożonym tamtejszego kościoła. Thurman codziennie wylatuje swoim samolotem na kilka godzin, co wydaje się Vaughan podejrzane. Reacher, pomimo ostrzeżenia, wraca do Rozpaczy i rozgląda się po całym miasteczku. Podczas powrotu do Nadziei potyka się o ciało młodego mężczyzny, zmarłego najprawdopodobniej wskutek wyczerpania organizmu. Opowiada to Vaughan i od tej pory razem zaczynają badać sprawę Thurmana. Okazuje się, że kilka kilometrów od Rozpaczy znajduje się nowo wybudowana baza wojskowa. Reacher wraz z Vaughan odkrywają przerażające fakty na temat Thurmana i jego poglądów religijnych, dotyczących końca świata.

## Informacje wydawnicze
Pierwsze polskie wydanie powieści zostało wydane przez wydawnictwo Albatros w styczniu 2009 roku pod tytułem Nic do stracenia. Wydawnictwo Albatros ponownie wydało tę książkę ze zmienioną wersją okładki w styczniu 2012 r. oraz w lipcu 2013 r. Planowane jest także wydanie książki w elektronicznym formacie jako e-book.
| Informacje wydawnicze | Wydanie I              | Wydanie II             | Wydanie III            | E-book                 |
| --------------------- | ---------------------- | ---------------------- | ---------------------- | ---------------------- |
| Wydawnictwo           | Albatros               | Albatros               | Albatros               | Albatros               |
| Tytuł                 | Nic do stracenia       | Nic do stracenia       | Nic do stracenia       | Nic do stracenia       |
| ISBN                  | ISBN 978-83-7359-809-6 | ISBN 978-83-7659-601-3 | ISBN 978-83-7659-996-0 | ISBN 978-83-7885-072-4 |
| Data wydania          | 2009/01                | 2012/01                | 2013/07                | bd.                    |
| Liczba stron          | 464                    | 464                    | 464                    | nd.                    |
| Oprawa/Format         | miękka                 | miękka                 | miękka                 | MOBI/EPUB              |
| Wymiary [mm]          | bd.                    | bd.                    | 125x195                | nd.                    |